# Антонюк Євдокія Василівна
Євдокія Василівна Антонюк (1905, місто Гродно, тепер Білорусь — ?) — радянська діячка, головний агроном Самаркандського обласного управління сільського господарства. Депутат Верховної ради СРСР 3—4-го скликань.

## Життєпис
Народилася в родині наймита. Після закінчення середньої школи поступила до Середньоазіатського державного університету в Ташкенті.
Одночасно із навчанням в університеті з 1928 по 1929 рік працювала стажером Янгі-Юльської станції добрив Головного управління бавовництва, з 1929 по 1930 рік була молодшим асистентом цієї станції.
У 1930 році закінчила Середньоазіатський державний університет, здобула спеціальність агронома.
У 1930—1931 роках — старший асистент Янгі-Юльської станції добрив Головного управління бавовництва.
У 1931 році — заступник директора із наукової частини Ташкентської зональної дослідної станції.
У 1931—1940 роках — науковий співробітник і агроном Центральної станції механізації і агротехніки Всесоюзного науково-дослідного інституту бавовництва в Узбецькій РСР.
Член ВКП(б) з 1939 року.
У 1940—1942 роках — старший агроном 2-ї Кагановицької машино-тракторної станції Ферганської області.
У 1942—1943 роках — головний агроном Ферганського обласного земельного віділу.
У 1943 році — в.о. завідувача сільськогосподарського відділу Ферганського обласного комітету КП(б) Узбекистану.
У 1943—1945 роках — 2-й секретар Горського районного комітету КП(б) Узбекистану Ферганської області.
У 1945—1947 роках — головний агроном Самаркандського обласного земельного віділу.
У 1947 — після 1954 року — головний агроном Самаркандського обласного управління сільського господарства.
Потім — головний інспектор, начальник відділу луб'яних культури Самаркандського обласного земельного відділу.
Подальша доля невідома.

## Нагороди
- орден Червоної Зірки (23.01.1946)
- два ордени «Знак Пошани» (16.01.1950, 11.01.1957)
- медаль «За трудову доблесть» (1944)
- медалі